# Francisco dos Santos Pinto
Francisco dos Santos Pinto (m. 3 de abril de 1836) foi um político brasileiro, senador do Império do Brasil de 04 de maio de de 1826 a 03 de abril de 1836.